# Felodipin
Felodipin ist ein Arzneistoff aus der Gruppe der Calciumantagonisten vom 1,4-Dihydropyridin-Typ und kann über eine Erweiterung der glatten Muskulatur der Gefäße den Blutdruck stark senken. Therapeutisch wird es hauptsächlich zur Behandlung der arteriellen Hypertonie eingesetzt. Der Arzneistoff wird als Racemat von Atropisomeren eingesetzt.

## Wirkmechanismus
Felodipin blockiert den Calcium-Einstrom in die Herzmuskelzellen, die glatte Muskulatur und in das Erregungsbildungs- und Leitungssystem des Herzens. Dies führt am Herz zu einer herabgesetzten Kontraktilität (negativ inotrop) und einem reduzierten O2-Verbrauch. An der glatten Muskulatur bewirkt es eine Erweiterung der kleinen Arterien (Arteriolen) und damit eine Nachlastsenkung. Unter therapeutischen Dosen liegt die Wirkung von Felodipin und anderen Dihydropyridin-Calciumantagonisten kaum am Herzen, sondern fast ausschließlich an Gefäßen.

## Indikationen
Felodipin ist in Deutschland zur Therapie der essentiellen arteriellen Hypertonie zugelassen.

## Nebenwirkungen
Selten kommt es zu Synkopen, Erbrechen und Arthralgien. Sehr selten treten Unruhe, Tinnitus, Dyspnoe, Obstipation, Photosensibilität, Pollakisurie, Menorrhagie, Gewichtszunahme auf.
Bei dem Genuss von Früchten aus der Familie der Grapefruit kann es zu einem verzögerten Abbau von Felodipin und somit zu einer erhöhten Wirkstoffverfügbarkeit im Körper kommen.

## Kontraindikationen
Bei folgenden Erkrankungen ist die Gabe von Felodipin kontraindiziert: akuter Myokardinfarkt (innerhalb der ersten 8 Wochen), dekompensierte Herzinsuffizienz, hypertrophe obstruktive Kardiomyopathie, höhergradige Aortenklappenstenose, instabile Angina Pectoris, AV-Block 2. und 3. Grades, Schlaganfall innerhalb des letzten halben Jahres, schwere Niereninsuffizienz.

## Handelsnamen
Monopräparate
Felobeta (D), Felocor (D), Modip (D), Munobal (D, A), Plendil (A, CH), diverse Generika (D, A, CH), Feloday (I)
Kombinationspräparate
Delmuno (D), Logimax (CH), Mobloc (D), Unimax (D)